# Nemsdorf (Rohr)

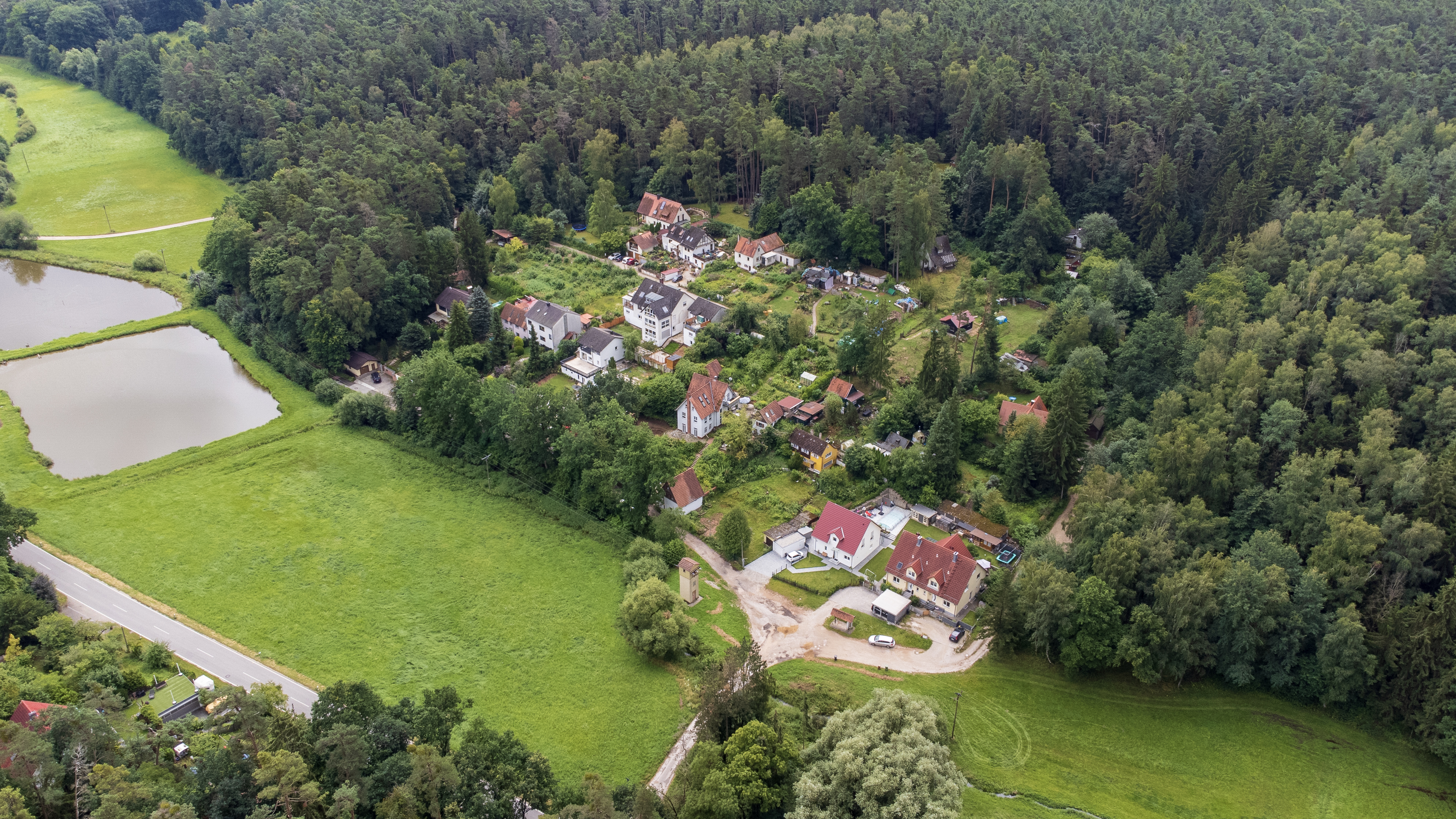
Luftaufnahme (2021)

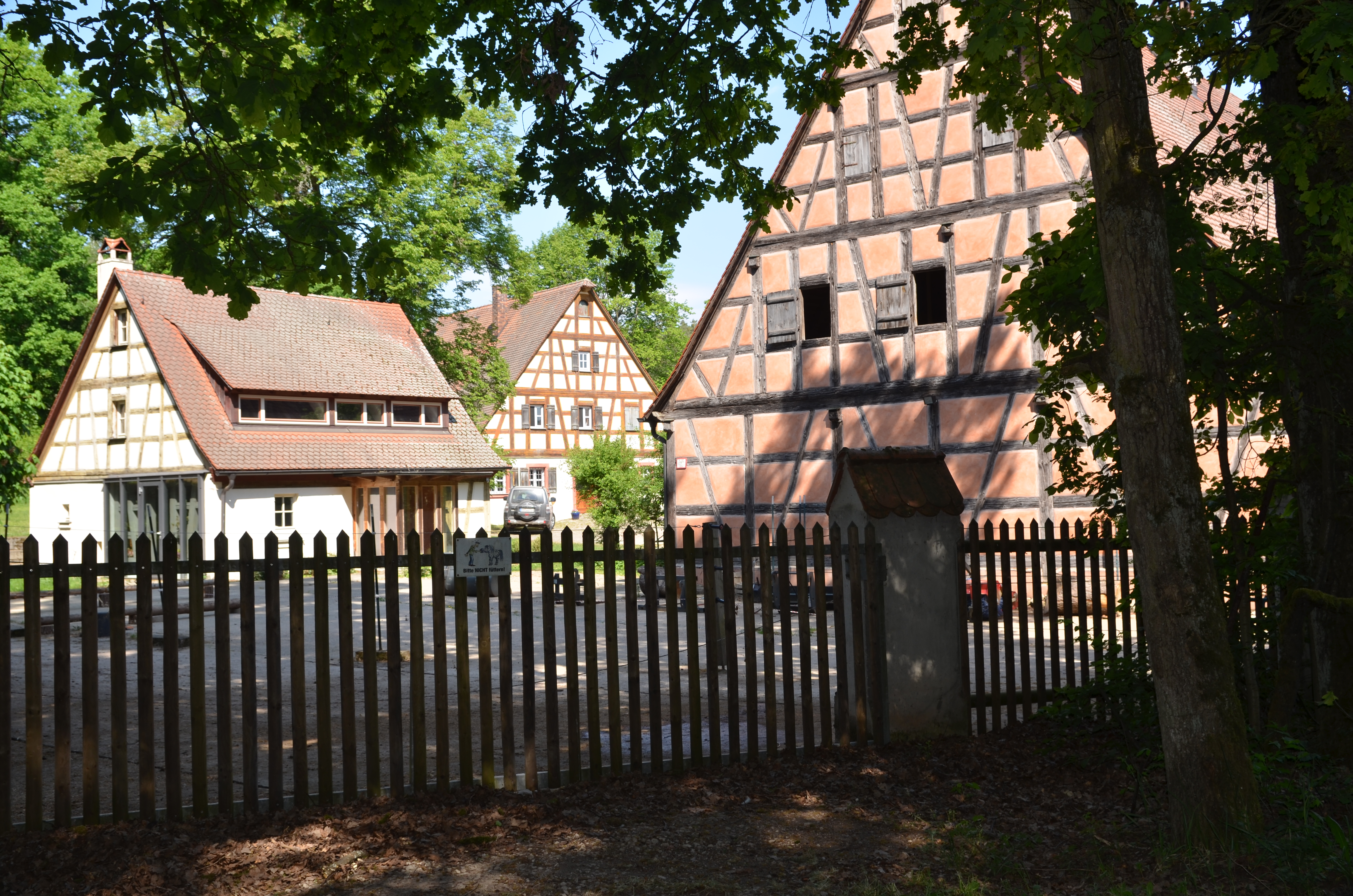
Vierseithof Am Wintergraben in Nemsdorf

Nemsdorf (fränkisch: Nämschdoaf) ist ein Gemeindeteil der Gemeinde Rohr im Landkreis Roth (Mittelfranken, Bayern). Nemsdorf liegt in der Gemarkung Regelsbach.

## Geographie

### Lage
Das Dorf bildet mit dem nördlich gelegenen Göckenhof eine geschlossene Siedlung. Durch den Ort fließt der Zwieselbach. Im Ort mündet der Wintergraben als rechter Zufluss des Zwieselbachs. Im Süden grenzt das St. Peterholz an. Im Nordwesten liegt die Pilzleite.
Die Kreisstraße RH 11/SC 1 führt nach Hengdorf (1 km westlich) bzw. nach Dietersdorf (1,5 km östlich). Eine Gemeindeverbindungsstraße führt am Göckenhof vorbei nach Eckershof (2,2 km nördlich).
Zwischen Dietersdorf und Nemsdorf führt südlich des Zwieselbachtales, zwischen Waldgrenze und Wiesenaue, ein Wanderweg durch das Landschaftsschutzgebiet. In Nemsdorf folgt der beschilderte Weg am Weiher des Vierseithofes der Straße Am Wintergraben. Der Wanderweg durchquert den Wald am Fuße des Rotenberges und geleitet nach Hengdorf. Nördlich des Zwieselbaches verläuft der Weg über Kleinweismannsdorf nach Großweismannsdorf.

### Geologie
Der Landschaftsraum von Nemsdorf wird durch Sandsteinkeuper bestimmt. Die Keuperlandschaft weist eine klassische Schichtabfolge entlang des Zwieselbaches auf. Auf den tonigen Lehrbergschichten der Steigerwald-Formation lagern Blasensandstein und Coburger Sandstein der Hassberge-Formation. Die Talaue wird durch quartäre Talfüllungen bedeckt.
Auf dem Sandsteinkeuper haben sich Braunerdeböden entwickelt. In der Talaue des Zwieselbaches dominieren hingegen grundwasserbeeinflusste Böden wie Gley.

### Klima
Nemsdorf liegt in der kühl-gemäßigten Klimazone und weist ein humides Klima auf. Das Zwieselbachtal befindet sich im Übergangsbereich zwischen dem feuchten atlantischen und dem trockenen Kontinentalklima. Nach der Klimaklassifikation von Köppen/Geiger zählt Nemsdorf zum gemäßigten Ozeanklima (Cfb-Klima). Dabei bleibt die mittlere Lufttemperatur des wärmsten Monats unter 22 °C und die des kältesten Monats über −3 °C. Die sandigen Keuperflächen erwärmen sich im Frühjahr und Herbst schneller als die wiesengeprägten Aueflächen entlang des Zwieselbaches.

### Schutzgebiete
Die Tallandschaft und die angrenzenden Waldgebiete südlich der Dietersdorfer Straße sind als Landschaftsschutzgebiet ausgewiesen und Bestandteil des 14.569 Hektar großen Schutzgebietes Südliches Mittelfränkisches Becken westlich der Schwäbischen Rezat und der Rednitz mit Spalter Hügelland, Abenberger Hügelgruppe und Heidenberg.

## Geschichte
Der Ort wurde in einem Schreiben König Heinrichs von 1225 als „Nemsdorf“ erstmals urkundlich erwähnt, in dem er das Nürnberger Schottenkloster St. Egidien mit drei Lehen in Nemsdorf in seinen Schutz nahm. Die Gründung des Ortes dürfte viel früher – wahrscheinlich zwischen 800 und 1000 – durch einen Siedler namens Nemoj erfolgt sein. Die intensivere Besiedelung der Gegend mit freien Bauern erfolgte erst im 11. und 12. Jahrhundert durch Reichsministeriale der damals herrschenden Hohenstaufen. Die Schreibweise Nemsdorfs änderte sich im Lauf der Jahrhunderte mehrmals: „Nemszdorff“ wurde zu „Nemstorf“ (1261), „Memstorf“ (1340), „Nemstorff“ (1425), „Niembstorff“ (1530), „Nembstorff“ (1548), „Nembsdorff“ (1648) und „Nembsdorf“ (1801). Das Bestimmungswort des Ortsnamens ist Nemoj, der Personenname des Siedlungsgründers.
Im 13. Jahrhundert bestand der Ort aus vier Ganzhöfen. 1434 wurden im markgräflichen Salbuch für „Nemszdorff“ fünf Anwesen verzeichnet, von denen nur ein Gut markgräflich war, während zwei weitere Güter und zwei Seldengüter fremdherrisch waren. 1530 gab es bereits neun Anwesen, von denen ein Hof dem Markgraftum Ansbach, drei Güter der Reichsstadt Nürnberg und fünf Güter der Nürnberger Patrizierfamilie Haller von Hallerstein unterstanden. 1623 und 1682 gab es nur sieben Anwesen, die allesamt Nürnberger Grundholden unterstanden.
1732 gab es laut den Oberamtsbeschreibungen von Johann Georg Vetter in Nemsdorf zehn Anwesen und ein Hirtenhaus. Ein halbes Anwesen unterstand dem Kastenamt Schwabach, 3 Anwesen dem Reichen Almosen der Reichsstadt Nürnberg und 61⁄2 Anwesen den Nürnberger Eigenherrn (von Ebner: 1, von Haller: 51⁄2).
Gegen Ende des 18. Jahrhunderts bildete Nemsdorf mit Göckenhof eine Realgemeinde. In Nemsdorf gab es weiterhin zehn Anwesen und ein Gemeindehirtenhaus. Das Hochgericht übte das brandenburg-ansbachische Oberamt Schwabach aus. Die Dorf- und Gemeindeherrschaft hatte die Reichsstadt Nürnberg. Grundherren waren das Kastenamt Schwabach (1⁄2 Ganzhof), das Landesalmosenamt der Reichsstadt Nürnberg (1 Ganzhof, 1 Dreiviertelhof) und Nürnberger Eigenherren (von Ebner: 1 Ganzhof; von Haller: 1⁄2 Ganzhof, 1 Halbhof, 1 Köblergut, 4 Gütlein).
Von 1797 bis 1808 unterstand der Ort dem Justizamt Schwabach. 1801 gab es 13 Anwesen, wovon nur eines vom Kammeramt Schwabach verwaltet wurde.
Im Rahmen des Gemeindeedikts wurde 1808 Nemsdorf dem Steuerdistrikt Regelsbach (II. Sektion) und der 1818 gebildeten Ruralgemeinde Regelsbach zugeordnet. Am 1. Mai 1978 wurde Nemsdorf im Zuge der Gebietsreform in Bayern nach Rohr eingegliedert.

### Baudenkmäler
In Nemsdorf gibt es drei Baudenkmäler:
- Am Wintergraben 2: Vierseithof
- Dietersdorfer Straße 3: dazugehörige Scheune
- Steiner Straße 18: dazugehörige Fachwerkscheune

### Einwohnerentwicklung
| Jahr      | 001818 | 001840 | 001861 | 001871 | 001885 | 001900 | 001925 | 001950 | 001961 | 001970 | 001987 |
| Einwohner | 93     | 88     | *159   | 85     | 99     | 70     | 74     | 147    | 103    | 157    | 163    |
| Häuser    | 11     | 15     |        |        | 13     | 13     | 14     | 16     | 22     |        | 54     |
| Quelle    | [ 21 ] | [ 22 ] | [ 23 ] | [ 24 ] | [ 25 ] | [ 26 ] | [ 27 ] | [ 28 ] | [ 29 ] | [ 30 ] | [ 31 ] |

## Religion
Der Ort ist seit der Reformation evangelisch-lutherisch geprägt und bis heute nach St. Georg (Dietersdorf) gepfarrt. Die Katholiken sind nach St. Sebald (Schwabach) gepfarrt.